# Rosalinda
Rosalinda je mexická telenovela produkovaná společností Televisa a vysílaná na stanici Las Estrellas v roce 1999. V hlavních rolích hráli Thalía a Fernando Carillo.

## Obsazení
| Thalía           | Rosalinda Pérez Romero / Rosalinda del Castillo Romero / Paloma Dorantes |
| Fernando Carillo | Fernando José Altamirano del Castillo                                    |